# Ingeborg Akeleye
Ingeborg Akeleye, född 13 maj 1741, död 1800, var en norsk adelsdam som blev vida känd för sina skandaler och sitt kärleksliv. 
Dotter till kommendörkapten Jens Werner Akeleye (d. 1772) och Martha Bruun (död 1797). Gift 1763 i Köpenhamn med kammarherre Herman Løvenskiold (f. 1739, d. 1799). De bosatte sig sedan på Fossums herregård i Norge. Paret var olika: han beskrivs som modig, obegåvad och hänsynslös, hon som bildad, vacker och krävande. Hos hennes föräldrar i Tønsberg 1764 träffade de den ökände greve Christian Conrad Danneskjold-Laurwigen, känd för sin kidnappning av skådespelaren Mette Marie Rose, för vilket han 1765 förvisades till Laurvig i Norge. 
Ingeborg inledde ett förhållande med Laurwigen, och paret skilde sig 1766. Fadern fick 1766 förmynderskapet över henne, men Friis hjälpte henne att hålla sig gömd för honom. Hon hade sedan relationer med Kammerherre Brockenhuus och Sorenskriver Friis, Kaj Brandt på Hadelands glassverk och kapten Vilhelm Albrecht d'Orchimont vid Strömstad i Sverige. 
En kommission upprättades 1767 för att undersöka hennes rymning, som dock efter Laurwigens ingrepp förklarade Ingeborg myndig. Ingeborg levde med Laurwigen efter hans återkomst till Norge 1770; då han dog 1783, gifte hon sig med "en svensk Æventyrer"; agenten Carl Ingmann v. Manderfeldt. Genom henne bedrev han illegal timmerhandel i Rolighed; efter att ha blivit bortköpta av Laurwigens släktingar bosatte sig paret 1787 i Köpenhamn.